# Оралов, Дмитрий Михайлович
Дмитрий Михайлович Оралов (род. 31 октября 1983) — российский борец греко-римского стиля, чемпион и призёр чемпионатов России.

## Карьера
Является воспитанником красноярской СДЮСШОР, где занимался под руководством тренеров А. М. Ткачёва и М. А. Гамзина.

## Спортивные результаты
- Чемпионат России по греко-римской борьбе 2005 — ;
- Чемпионат России по греко-римской борьбе 2006 — ;
- Гран-при Ивана Поддубного 2006 — ;
- Чемпионат России по греко-римской борьбе 2007 — ;
- Кубок мира по борьбе 2007 (команда) — 4;
- Кубок мира по борьбе 2007 — 5;

## Личная жизнь
Выпускник Политехнического института Сибирского федерального университета.